# وادي التنين
وادي التنين هي رواية من الأدب الفنتازي كتبها الستيفان الاثنان، ستيف بارلو وستيف سكيدمور تحت الاسم المستعار سلاماندا دريك، ونشرتها دار سكولاستيك عام 2007.
هناك جزءٌ واحدٌ تابعٌ بعنوان ركوب العاصفة 2008. ويصنّف موقع قاعدة بيانات الخيال التأملي على الإنترنت ISFDB الروايتين ضمن سلسلة تُعرف باسم فرسان تنانين بريسال.

## ملخص الرواية
تدور أحداث الرواية في موقع خيالي يُدعى جزر بريسال، والتي تحميها طبقة من الضباب تُسمى الحجاب. في بريسال توجد إسطبلات تقوم بتدريب التنانين. كارا، البطلة، تقوم بتنظيف التنانين في إسطبل دراجونزديل.
يحضر العديد من الأطفال إلى إسطبلات دراجونزديل لتعلم تدريب التنانين وأخذها إلى المسابقات، لكن كارا ممنوعة من ركوب أي تنين رغم أن والدها هو رئيس دراجونزديل. ويرجع ذلك إلى أن والدتها توفيت في حادث خلال رحلة مع التنانين، ووالدها هيو لم يكن يستطيع تحمل خسارة كارا أيضاً. ومع ذلك، يُسمح لكارا بالمساعدة في تنظيف التنانين، ولديها تنين مفضل يُدعى سكاي دانسر. في النهاية، تضطر كارا لتدريب فتى مزرعة صغير يُدعى دراين على تنظيف الإسطبلات وأداء كل المهام التي تقوم بها هي. لكن الأمور ليست كما تبدو بشأنه، حيث تبدأ علاقة الصداقة بين كارا ودراين في التطور تدريجياً. الآن، يستعد العديد من الأطفال في دراجونزديل لمنافسات ركوب التنانين. وعلى الرغم من أن كارا لا تستطيع المشاركة، إلا أنها تدعم صديقتيها برينا و ووني.
لا تزال كارا مصممة على إقناع والدها بالسماح لها بركوب التنانين والمشاركة يوماً ما في المسابقات مع سكاي دانسر. تتابع رواية دراجونزديل رحلة كارا وهي تواجه العديد من العقبات، مثل الطفلة المتغطرسة هورتينس التي تثير غضب كارا باستمرار. وفي النهاية، تحقق كارا حلمها عندما تشتري سكاي دانسر، لكنها تفقد السيطرة عليه، مما يدفعها لإعلان أنه يجب تدميره.
تهرب كارا مع سكاي دانسر إلى الجبال. وفي الجبال، تضل كارا طريقها وتتبع مسارًا خاطئًا يؤدي إلى منحدر خطير، وتكاد تسقط من فوقه، لكن سكاي دانسر يمسك بطرف قميصها ويجذبها إلى بر الأمان. بعد هذه الحادثة، تسمع كارا وسكاي دانسر نباح مخلوقات تُدعى “كلاب النار” و”العاويل” لأول مرة. وعندما يسمعان أصواتها للمرة الثانية، تكتشف كارا أن دراين كان يتتبعها. وفي الوقت الذي كانت فيه كلاب النار والعاويل تحاصرهم من كل الجهات، ينفد اللهب من سكاي دانسر، ويشجع دراين كارا على ركوبه والهرب. وبينما كان دراين يحاول إقناع كارا بأن تمتطي سكاي دانسر لتنقذ نفسها، كانت كارا في المقابل تحاول إقناع دراين بأن يركب سكاي لينجو من الموت. لكن دراين يرفض.
وفي أثناء كل هذا، في دراجونزديل، كان هيو، والد كارا، يشعر بالقلق عليها.
وفي الجبال، يتمكن دراين أخيرًا من إقناع كارا بركوب سكاي دانسر، لكنه هو من يُرفع بمخالب سكاي! معًا، يعود سكاي وكارا ودراين في رحلة طيران إلى دراجونزديل، بعد أن وعدوا بعدم الإفصاح لأحد أن كارا قد امتطت سكاي.
تقوم كارا سرًا بتدريب سكاي دانسر على الطيران عبر الحواجز. لكن هورتينس ووالدها هيو يكتشفان الأمر، فيقوم هيو بمنع كارا من ركوب سكاي دانسر مرة أخرى. تقام مسابقة جديدة، وتُختار هورتينس لركوب سكاي دانسر، إلا أن سكاي دانسر يرتكب أخطاء بسبب الإشارات المربكة التي ترسلها له، ويخسران المسابقة. عندما تذهب كارا إلى الحلبة، ترى هورتينس تصرخ في وجه سكاي دانسر، ثم تضربه بالسوط على أنفه. فيغضب سكاي دانسر ويستعد لنفث اللهب عليها، لكن كارا تتدخل في اللحظة المناسبة وتوقفه، ثم تقرر أن تخوض معه مسار الحواجز. تؤدي كارا أداءً رائعًا، لكنها تدرك أن والدها لا بد أنه غاضب. لكن بشكل مفاجئ، يسمح هيو لكارا بركوب سكاي دانسر مجددًا، ويمنع هورتينس من ركوبه إلى الأبد. ويعيش كل من التنين وفارسته حياة سعيدة، ويطيران معًا نحو شمس الظهيرة… على الأقل حتى صدور الجزء الثاني من الرواية والذي يحمل عنوان امتطاء العاصفة.